# Гелдоф, Пикси
Литтл Пикси Гелдоф (англ. Little Pixie Geldof; род. 17 сентября 1990) — британская фотомодель и певица. Третья дочь Боба Гелдофа и Полы Йэтс.

## Ранняя жизнь
Является третьей дочерью Боба Гелдофа и Полы Йэтс и сестрой Пичес Гелдоф (ныне покойной). Другими её сёстрами являются; старшая сестра Фифи Триксбелл и младшая сводная от матери, — Хевенли Хирани Тайгер Лили.

## Карьера

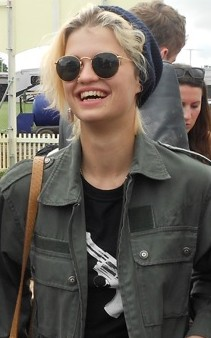
Гелдоф в июне 2011 года.

### В качестве фотомодели
Свою карьеру модели начала в 2008 году, снявшись для обложки журнала Tatler. Также была лицом таких рекламных компаний как, Levi’s, Diesel, Henry Holland, Razzle, Agent Provocateur, Loewe и Jeremy Scott. В 2010 году была манекенщицей для магазина Debenhams.

### В музыке
Гелдоф является вокалисткой группы Violet, которая в мае 2012 года выпустила свой дебютный сингл. В 2014 году планировала выступить диджеем на фестивале «Коачелла», проходившем в апреле, но вынуждена была отменить свои планы из-за смерти сестры.

## Личная жизнь
По состоянию на февраль 2013 года Гелдоф проживает в Аппер Клэптоне вместе со своим бойфрендом Джорджем Барнеттом, барабанщиком группы These New Puritans, с подругой и дизайнером моды Эшли Уильямс и с длинноволосым чихуахуа Бастером Сниффом.